# 兵庫県立相生高等学校
兵庫県立相生高等学校（ひょうごけんりつ あいおいこうとうがっこう）は、兵庫県相生市山手一丁目にある県立高等学校。第4学区に属する。
愛称、略称は「相高」（あいこう）である。

## 設置学科
- 全日制課程
  - 普通科

普通科のうち1クラスは「自然科学コース」とされ、推薦入試に合格して入学した生徒は全員所属する。「自然科学コース」では数学と理科の授業時間を多く設定し、将来の国公立大学理系学部進学を目標に学習に取り組む。「自然科学コース」特有の授業としては2年次の「課題探究」があり、1年間をかけて設定した課題についての実験・研究を進める。その他、宿泊研修や大学の研究室訪問等も行う。令和7年度の入学生より「自然科学コース」は「自然科学類型」に改変される。
普通科の「自然科学コース」以外のクラスは一般入試に合格して入学した生徒で編成される。1年次は全員共通の課程を学修し、2年次より希望等に応じて文系・理系にクラスが分かれる。

## 沿革
兵庫県立相生産業高等学校普通科の募集停止に伴い、「相生市内に普通科高校を」という厚い地元の期待に応えて設立されたのが本校である。以下、本校公式HP「沿革」による。
- 1977年 - 兵庫県立相生高等学校設立
- 1986年 - 英語コース・理数コース設置
- 2003年 - 英語コースを国際情報コースに、理数コースを自然科学コースに改編
- 2010年 - 国際情報コース募集停止

## 部活動
| 運動部 - 野球部 - バレーボール部 - バスケットボール部 - 剣道部 - 卓球部 - ソフトテニス部 - サッカー部 - 陸上競技部 | 文化部 - ESS部 - 吹奏楽部 - 弦楽部クラシックギター班 - 弦楽部箏曲班 - 茶華道部茶道班 - 茶華道部華道班 - 情報メディア部写真班 - 情報メディア部コンピュータ班 - アート部美術班 - アート部書道班 - アート部文芸班 - 自然科学部 - 放送部 |

## 著名な出身者
- 濱田浩一郎（歴史学者、作家、評論家）
- 信原拓人（元プロ野球選手、元千葉ロッテマリーンズ)
- 土遠修平（サッカー選手）